# Дол (Горњи Град)
Дол (словен. Dol) је насељено место у општини Горњи Град, Савињска регија, Словенија.

## Историја
До територијалне реорганизације у Словенији био је у саставу старе општине Мозирје.

## Становништво
У попису становништва из 2011. године, Дол је имао 31 становника.
| Број становника према пописима | Број становника према пописима | Број становника према пописима |
| ------------------------------ | ------------------------------ | ------------------------------ |
| 1991                           | 2002                           | 2011                           |
| 204                            | 166                            | 31                             |

Напомена: Године 2005. смањена за део насеља који је спојен са насељима Тиросек и Шмиклавж у ново самостално насеље Нова Штифта.